# 택시 2
택시 2(Taxi 2)는 2000년 개봉한 프랑스의 영화이자 1998년작 《택시》의 속편이다. 후속 시리즈는 《택시 3》, 《택시 4》가 있다.

## 출연
- 사미 나세리 - 다니엘
- 프레데리크 디팡탈 - 에밀리앙
- 마리옹 코티야르 - 릴리
- 엠마 비클룬드 - 페트라
- 베르나르 파시 - 질베르 경찰서장
- 장크리스토프 부베 (Jean-Christophe Bouvet) - 에드몽
- 시미즈 쓰유 - 일본국가 정보원 요원 일본 방위청 장관 경호원 유리

## KBS 성우진 (2003년 1월 11일)
- 오인성 - 다니엘(사미 나세리)
- 김일 - 에밀리앙(프레데리크 디팡탈)
- 유해무 - 지베르(베르나르 파시)
- 이윤선 - 베르티노 장군
- 이선 - 릴리(마리옹 코티야르)
- 오길경 - 페트라(엠마 비클룬드)
- 장유진 - 베르티노 부인
- 홍승섭 - 흑인 형사
- 구민선 - 일본국가 정보원 요원 일본 방위청 장관 경호원 유리(시미즈 츠유)
- 이근욱
- 윤병화
- 문관일
- 한호웅
- 이원준
- 석원희